# Амфиктиония
Амфиктио́ния (др.-греч. Ἀμφικτίων, или Ἀμφικτύων — от др.-греч. ἀμφι-κτίονες — жители окружающих областей, соседи), или дельфи́йский сою́з — название союза греческих племён, живших по соседству со святилищем общего высшего божества, объединявшихся для его защиты и общего жертвоприношения.

## Описание
Спорные вопросы, возникавшие между членами союза, улаживались третейским судом. Первоначальным средоточием амфиктионии был храм Деметры в Анфеле. После «Священной войны», когда святилище в области Криссы стало независимым (около 586 года до н. э.), вторым местом сосредоточения стали Дельфы, помимо них наиболее известными амфиктионами являлись Калаврийский и Делосский союз. Стремление греков производить названия от божеств или героев-эпонимов дало амфиктиониям особого эпонима — Амфиктиона, сына Девкалиона.

## Другие значения
Термин «амфиктиония» в специальной литературе стал широко употребляться в библеистике для обозначения совокупности древнеизраильских племён, объединённых общим монотеистическим культом (XII—XI века до н. э.).
Конгресс в Панаме, созванный Симоном Боливаром в 1826 году с целью объединения новообразованных латиноамериканских республик, часто называют Амфиктионским конгрессом, отсылая к союзам Античной Греции.